# Out at the Wedding
Out at the Wedding is een Amerikaanse film uit 2007, geregisseerd door Lee Friedlander.

## Verhaal
Alex krijgt een huwelijksaanzoek van haar minnaar. Ze is het daarmee eens, maar er is één probleem, ze heeft haar ouders nooit over hem verteld, maar vertelde hem dat ze een wees was. Haar ouders zijn geboren Zuiderlingen, en ze dacht dat ze haar relatie met een Afro-Amerikaanse man nooit zouden accepteren.
Ze gaat naar huis om de bruiloft van haar zus bij te wonen, vastbesloten om over haar relatie te praten. De zaken worden echter verwarrend. Iedereen ervaart haar voorzichtige verhaal over haar partner als een erkenning dat ze lesbisch is. De familie is erg opgewonden door haar bekentenis, voor het eerst sinds vele jaren verbetert hun relatie. Alex kan niet over de fout praten, uit angst voor een nieuwe vervreemding.
Zij en haar zus keren terug naar New York. Daar moet ze homoseksualiteit portretteren. Hiervoor ontmoet ze een echte lesbienne, Risa. De situatie wordt volkomen verwarrend als haar zus plotseling verliefd wordt op Risa.

## Rolverdeling
| Acteur              | Personage          |
| ------------------- | ------------------ |
| Andrea Marcellus    | Alex               |
| Desi Lydic          | Jeannie            |
| Charlie Schlatter   | Jonathan           |
| Mike Farrell        | vader van de bruid |
| Mink Stole          | Sunny              |
| Reginald VelJohnson | Dexter             |
| Cathy DeBuono       | Risa               |
| Jill Bennett        | Wendy              |

## Release
De film ging in première op 2 juni 2007 op het Seattle International Film Festival.

## Prijzen en nominaties
| Jaar | Prijs                                                  | Categorie                       | Genomineerde(n)                                 | Uitslag  |
| ---- | ------------------------------------------------------ | ------------------------------- | ----------------------------------------------- | -------- |
| 2007 | NewFest: New York's LGBT Film Festival                 | Beste speelfilm (publieksprijs) | Lee Friedlander, Gina G. Goff & Laura A. Kellam | Gewonnen |
| 2008 | Fort Worth Gay and Lesbian International Film Festival | Beste speelfilm (juryprijs)     | Lee Friedlander, Gina G. Goff & Laura A. Kellam | Gewonnen |
| 2008 | NewNowNext Awards                                      | Beste speelfilm (publieksprijs) | Lee Friedlander, Gina G. Goff & Laura A. Kellam | Gewonnen |